# Cantone di Côte d'Argent
Il Cantone di Côte d'Argent è una divisione amministrativa dell'Arrondissement di Dax e dell'Arrondissement di Mont-de-Marsan.
È stato costituito a seguito della riforma approvata con decreto del 18 febbraio 2014, che ha avuto attuazione dopo le elezioni dipartimentali del 2015.

## Composizione
Comprende i 16 comuni di:
- Aureilhan
- Bias
- Castets
- Léon
- Lévignacq
- Linxe
- Lit-et-Mixe
- Mézos
- Mimizan
- Pontenx-les-Forges
- Saint-Julien-en-Born
- Saint-Michel-Escalus
- Saint-Paul-en-Born
- Taller
- Uza
- Vielle-Saint-Girons